# Kaiser-Franz-Joseph-Marsch
Kaiser-Franz-Joseph-Marsch (Marche de l'empereur François-Joseph) est une marche de Johann Strauss II (op. 67). La date et le lieu exacts de la première ne sont pas certains. Quoi qu’il en soit, la marche est jouée pour la première fois à Vienne au cours de l’été 1849.

## Histoire
Après la répression de la révolution de 1848, dont Johann Strauss est sympathisant, ce dernier s'empresse de montrer sa loyauté envers le régime précédent, désormais à nouveau au pouvoir, faisant ainsi oublier sa préférence antérieure. Depuis le 2 décembre 1848, ce pouvoir a en effet un nouveau chef : l'empereur François-Joseph Ier. En dédiant cette marche au nouvel empereur, le compositeur s'engage dans un long chemin de rapprochement avec la famille impériale et le gouvernement, qui sera récompensé en 1863 par sa nomination comme directeur musical du bal de la cour.
La version orchestrale originale de l'œuvre est perdue et la marche est ensuite réarrangée par plusieurs musiciens sur la base de la réduction pour piano.

## Durée
Sa durée d'exécution est de 3 minutes et 5 secondes. Elle peut varier selon l'interprétation musicale du chef d'orchestre. L'enregistrement sur CD mentionné en références est basé sur un arrangement de Max Schönherr de 1974.

## Postérité
En 1985, la pièce est jouée lors du célèbre concert du nouvel an à Vienne, sous la direction de Lorin Maazel.